# Ranxeria Enterprise
La ranxeria Enterprise és la terra base o reserva índia de la tribu Estom Yumeka Maidus, una tribu reconeguda federalment situada al comtat de Butte, vora Oroville (Califòrnia). Les comunitats més properes a la reserva són Berry Creek i Forbestown. Està regida per un consell tribal de set membres. Glenda Nelson és l'actual cap tribal.